# Ян де Бер

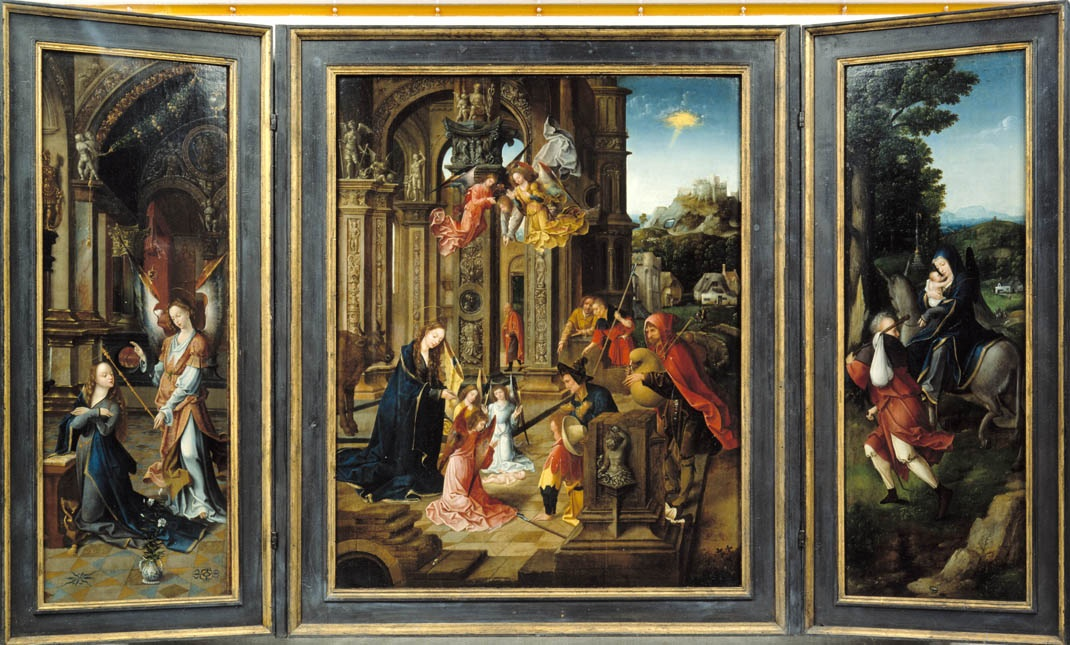
Триптих для вівтаря: Благовіщення (зліва), Поклоніння пастухів (середина), Втеча до Єгипту (справа), Монреальський музей красних мистецтв.

Ян де Бер (нід. Jan de Beer, також нід. Henneken de Beer; бл. 1475, в або неподалік Антверпена — 1528, Антверпен) — фламандський художник та графік.

## Життя та роботи
Ян де Бер був сином художника Клааса де Бера і батьком художника по склу Арнульда де Бера. Він був учнем Жиля ван Еверена і грав провідну роль в Антверпенській Гільдії Святого Луки: він став майстром цієї гільдії в 1504 році та головою (деканом) гільдії в 1515 році. Пізніше він брав учнів, в тому числі сина Аерта де Бера.
Ян де Бер був одним з антверпенських маньєристів, групи художників, які порвали з традиційним фламандським живописом п'ятнадцятого століття, особливо введення фігур у виразних позах протягом архітектурних середовищах. Де Бер поєднував елементи пізньої готики з рисами італійського Відродження для отримання балансу і симетрії. Він, як правило, вибирав історичні та біблійні сцени, часто писав триптихи. Авторство його робіт часто важко визначити, зокрема тому, що він рідко їх підписував.
Деякі з робіт де Бера знаходяться в Королівському музеї витончених мистецтв в Антверпені, а також в великих музеях по всьому світу, в тому числі в Національній галереї в Лондоні, музеї Метрополітен в Нью-Йорку і в Луврі в Парижі.

## Галерея

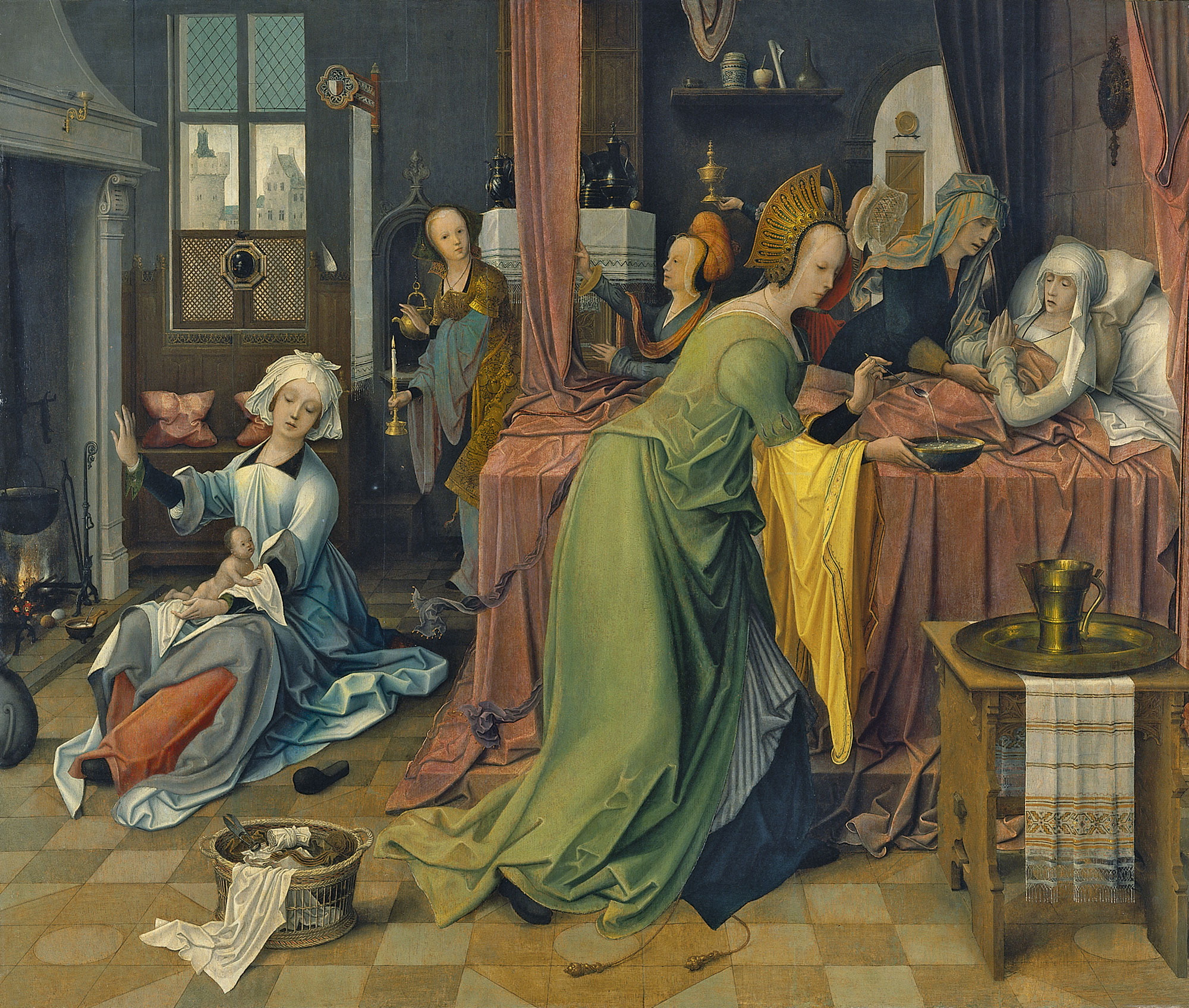
Народження Діви Марії
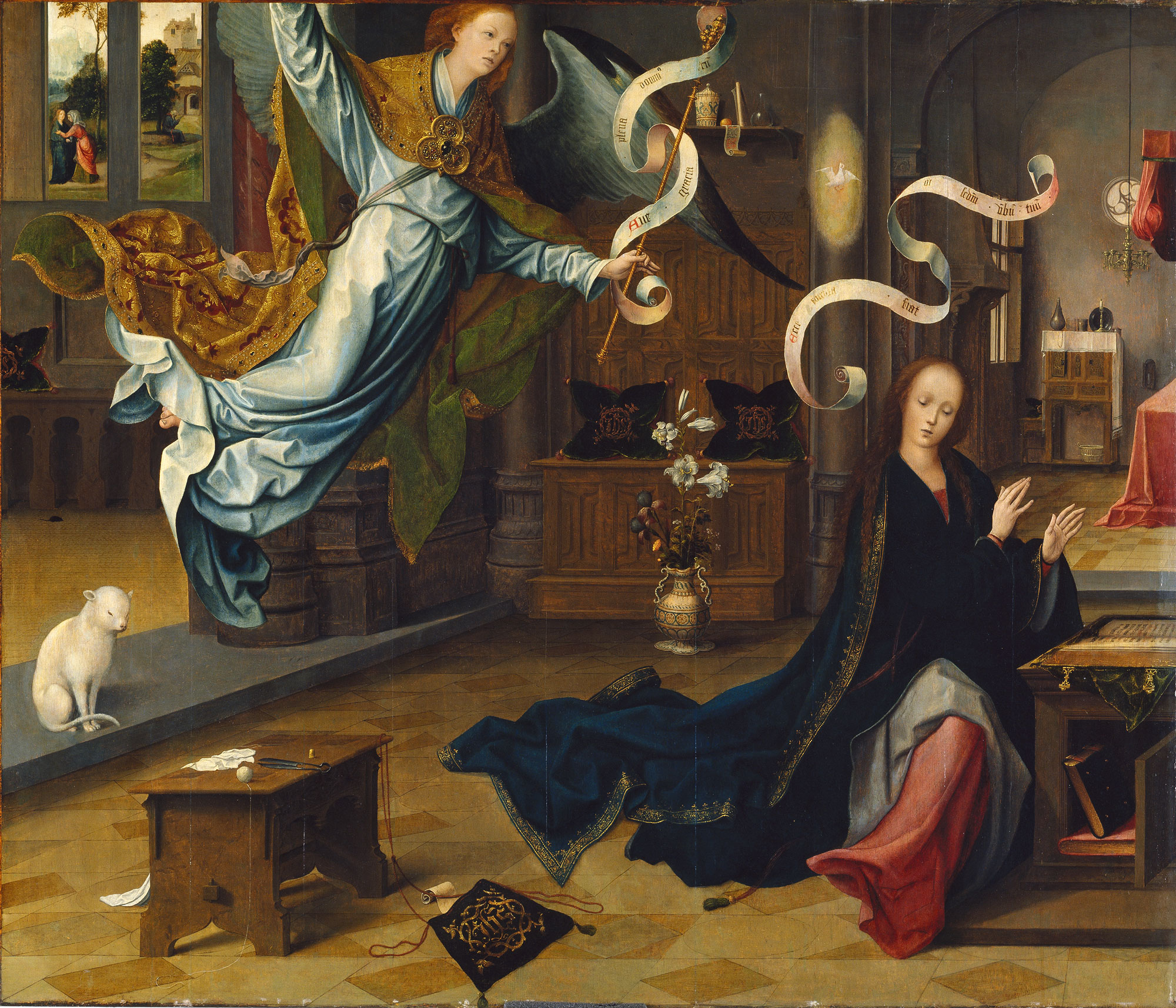
Благовіщення
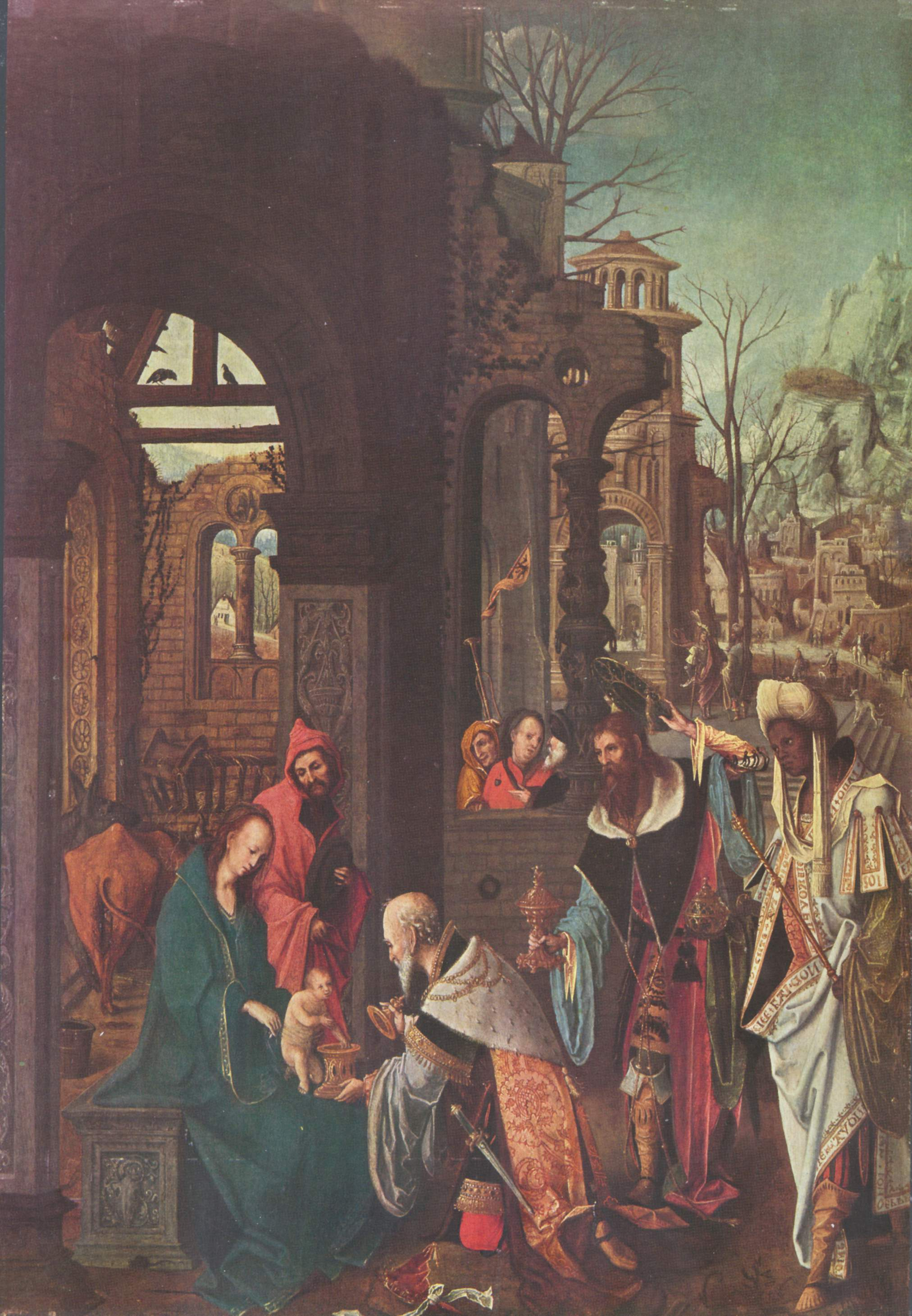
Поклоніння трьох волхвів, 1510